# 傳教士 (耶穌基督後期聖徒教會)

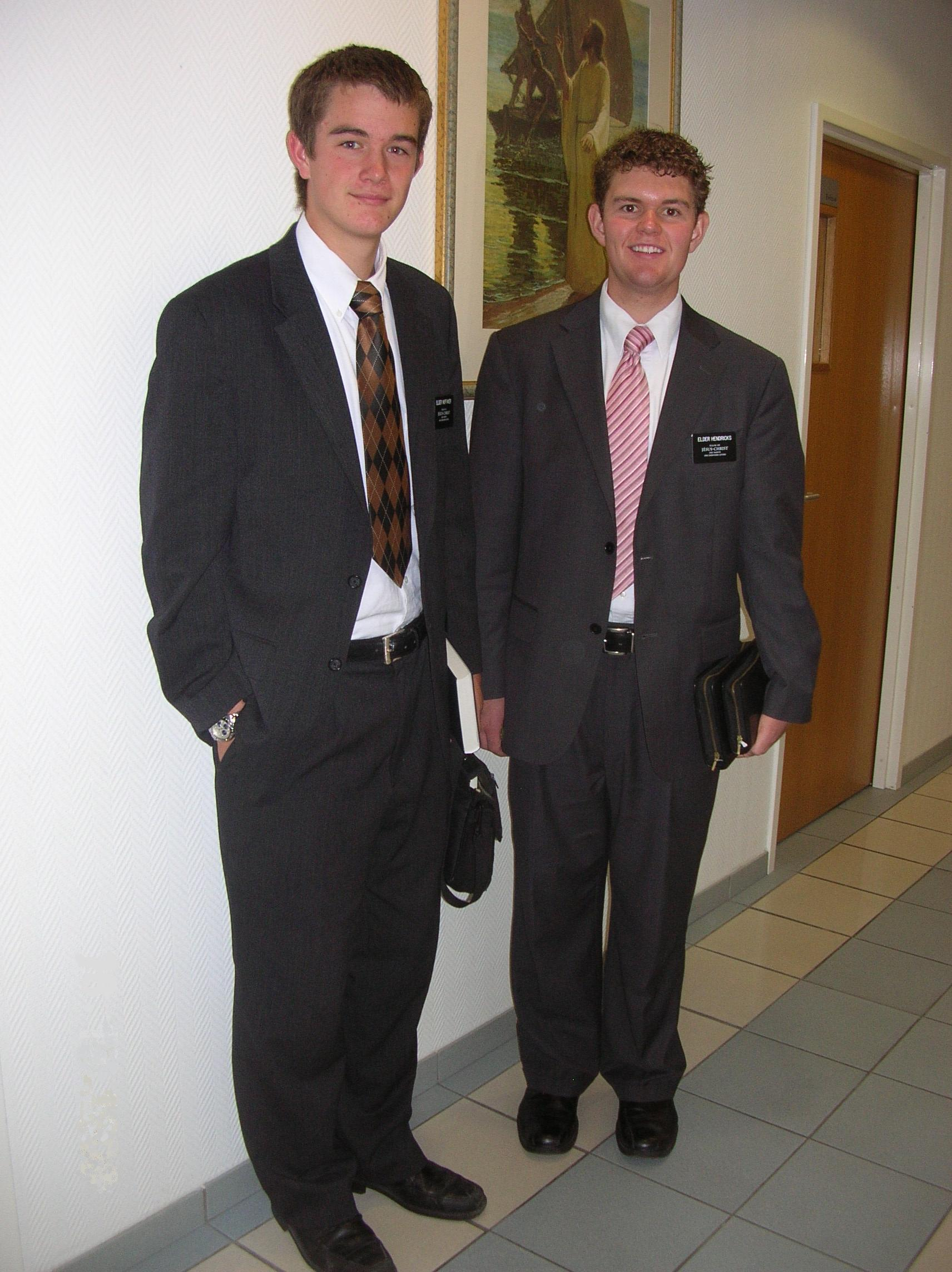
兩名耶穌基督後期聖徒教會的傳教士

耶穌基督後期聖徒教會的傳教士（Missionaries of The Church of Jesus Christ of Latter-day Saints，是耶穌基督後期聖徒教會的傳教志工。現在全世界共有418處耶穌基督後期聖徒教會的傳教分部。耶穌基督後期聖徒教會擁有世界最活躍的傳教士網，2015年底時世界有超過74,000人的全職傳教士。大多數全職摩爾門教傳教士都是單身男性或女性青年。許多傳教士在傳教之前需要先在訓練中心學習外語。全世界目前共有15個傳教士訓練中心，其中最大的位於猶他州普若佛。一般男性傳教士工作時長為兩年，女性傳教士工作時長則是十八個月。此外高齡夫婦也可成為夫婦傳教士，一般工作時長則是六至十八個月。耶穌基督後期聖徒教會鼓勵青年男性傳教，但這並非義務。迄今為止耶穌基督後期聖徒教會已經送出過超過一百萬人的傳教士。

## 外部連結
- Official informational site about missionary work
- Official member site for missionary service （页面存档备份，存于）
- LDS Mission Network （页面存档备份，存于） — A comprehensive index of LDS missionary alumni web sites
- Mormon Missionary Diaries （页面存档备份，存于） — BYU's online collection of missionary diaries, spanning 1830s to 1960s
- "Mormon Missionary Blog Collection" （页面存档备份，存于） — BYU's collection of missionary diaries, spanning 2006–present